# Domeiròt
Domeiròt (occità) o Domeyrot (francès) és una localitat i comuna al departament de Cruesa de la regió de Nova Aquitània, La seva població al cens de 1999 era de 215 habitants. Està integrada a la Communauté de communes du Carrefour des Quatre Provinces.

## Demografia
| 1968 | 1975 | 1982 | 1990 | 1999 |
| ---- | ---- | ---- | ---- | ---- |
| 455  | 365  | 292  | 246  | 215  |

## Administració
| Període | Identitat       | Partit |
| ------- | --------------- | ------ |
| 2001-   | Alain Dechambre |        |